# Fronte attivista lituano
Il Fronte attivista lituano o LAF (in lituano: Lietuvos Aktyvistų Frontas) fu un'organizzazione di resistenza di breve durata istituita nel 1940 dopo che la Lituania fu occupata dall'Unione Sovietica. L'obiettivo dell'organizzazione era liberare la Lituania e ristabilire la sua indipendenza. Il LAF pianificò e realizzò la rivolta di giugno e istituì il governo provvisorio nazionale, attivo per breve tempo. Il governo si è auto-sciolto e il LAF fu bandito dalle autorità naziste nel settembre del 1941. A livello storiografico, si è abbastanza concordi sul ritenere che l'organizzazione abbia avuto più ombre che luci a causa delle posizioni antisemite e anti-polacche.

## Durante l'occupazione sovietica

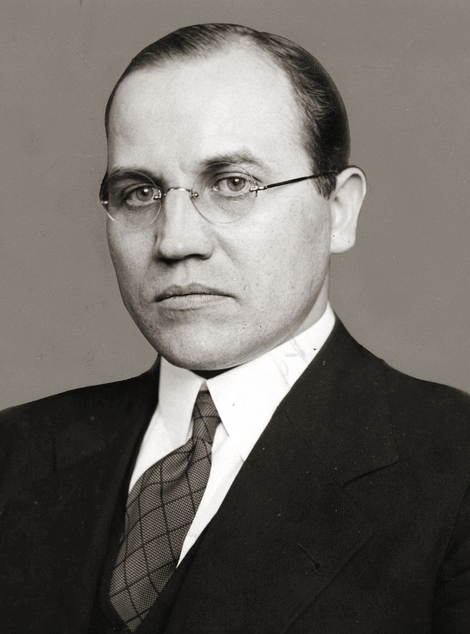
Kazys Škirpa, uno dei principali ideatori del LAF

Il LAF fu fondato il 17 novembre 1940. Kazys Škirpa, ex addetto militare lituano in Germania, viene spesso accreditato come l'ideatore. Il LAF doveva unire persone di vari orientamenti politici che intendevano rendere la Lituania di nuovo una nazione indipendente, senza essere più dunque assoggettati all'Unione Sovietica o alla Germania nazista. L'unità di Berlino, formata da Kazys Škirpa, riunì principalmente ex emigranti e diplomatici lituani in Germania. Tra i rappresentanti delle principali fazioni e partiti lituani prima del conflitto, all'interno del LAF, i più influenti furono i nazionalisti uniti e i democratici cristiani. Col passare del tempo, cellule del Fronte attivista lituano si formarono in varie città lituane, organizzando reti di spionaggio dirette talvolta da ex militari (è il caso di Jonas Noreika). I gruppi costituitisi nel Paese baltico mantennero opinioni politiche più liberali rispetto a quelle del quartier generale di Berlino. La mancanza di corrispondenza tra Berlino e le unità lituane non favorì discussioni sull'ideologia. In Germania, il LAF ebbe contatti con Wilhelm Canaris e l'Abwehr. Il Fronte si aspettava che la Germania nazista avrebbe attaccato l'Unione Sovietica e, di conseguenza, pianificò di sfruttare quest'occasione per fomentare una ribellione e ripristinare così la sovranità statale della Lituania.
Il 22 aprile 1941, i rappresentanti delle cellule di Vilnius e Kaunas del LAF pensarono a dar vita ad un governo provvisorio della Lituania e delinearono un elenco dei membri. Il governo clandestino lituano avrebbe avuto il compito, tra gli altri, di riacquisire il paese quando l'esercito sovietico sarebbe stato espulso dall'esercito tedesco. I rappresentanti dell'esecutivo appartenevano quasi tutti alle sezioni del Fronte di Vilnius e Kaunas. Due dei suoi membri, incluso Kazys Škirpa che avrebbe dovuto ricoprire il ruolo di primo ministro, erano in Germania e la Gestapo gli impedì in seguito di partire. Nell'estate del 1941, molte persone di questo governo e svariati membri del LAF furono arrestate, giustiziate o deportate dalle autorità sovietiche (nello specifico,Armata Rossa o NKVD).

## Rivolta di giugno

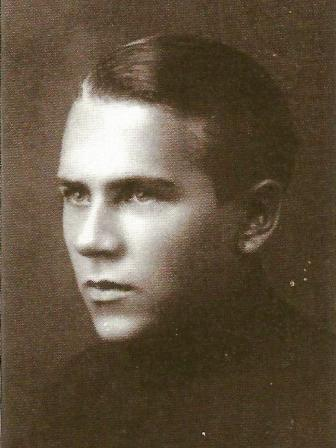
Leonas Prapuolenis, comandante della rivolta di giugno. Dopo che i tedeschi bandirono il LAF, fu arrestato e mandato nel campo di Dachau

La Germania dichiarò guerra all'Unione Sovietica il 22 giugno 1941 e lo stesso giorno il LAF avviò l'insurrezione. I rivoltosi resero più facile l'acquisizione della Lituania per i tedeschi. Il giorno successivo, il 23 giugno, fu dichiarata l'indipendenza della Lituania. Furono circa 10.000 persone a partecipare alla ribellione e a perdere la vita uccisi dai sovietici in ritirata furono in 700. Il Fronte attivista lituano liberò i prigionieri politici detenuti dai sovietici. Il 21 giugno quattro membri del governo furono arrestati dalle autorità sovietiche, il designato primo ministro Kazys Škirpa fu messo agli arresti domiciliari a Berlino, e ad un altro ministro non fu permesso rientrare in patria. Per questi motivi, fu nominato ad interim come capo dell'esecutivo Juozas Ambrazevičius: il governo provvisorio dichiarò l'indipendenza e diede notizia al popolo dell'inizio della sua operatività il 23 giugno.

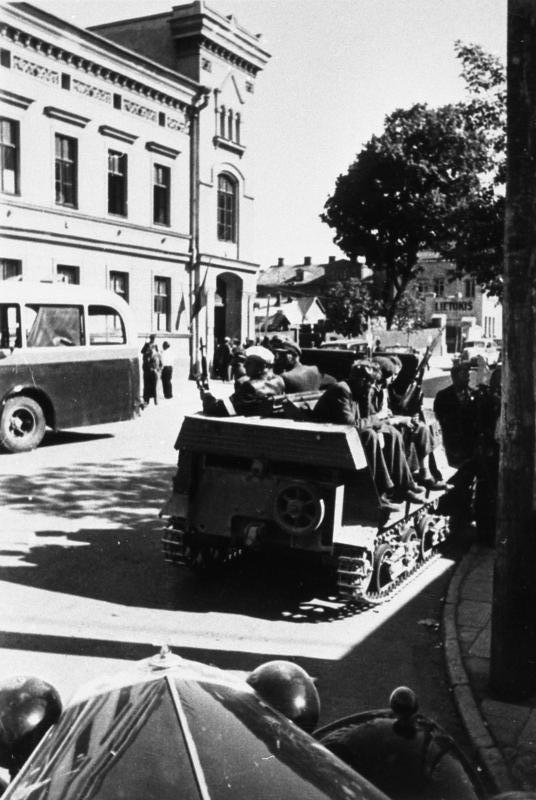
Attivisti lituani a Kaunas il 25 giugno 1941

Nonostante gli sforzi, i negoziati con la Germania sul riconoscimento della Lituania fallirono, poiché il governo nazista non aveva interesse a ripristinare la sovranità della Lituania. Il generale feldmaresciallo Walther von Brauchitsch emise una direttiva il 26 giugno 1941 al comandante dell'Heeresgruppe Nord in base al quale "i piccoli nuclei armati lituani e la polizia lituana" dovevano essere privati delle armi e inviati ai campi di concentramento. Al disarmo degli attivisti del LAF procedette la Wehrmacht a Kaunas il 26 giugno e l'operazione fu completata due giorni più tardi. Gli ultimi ad essere esautorati militarmente erano le cellule attive a Zarasai e Obeliai tra il 28 e il 29 giugno. Le autorità tedesche non ricorsero ad atti di coazione estremi per impossessarsi della nazione. Infatti, l'istituzione di propri impianti amministrativi (Reichskommissariat Ostland) privò lentamente il governo dei suoi poteri nelle settimane di luglio del 1941. Non intravedendo soluzioni alternative, l'esecutivo provvisorio si sciolse nell'agosto del 1941, al contrario del Fronte attivista che continuò ad esistere come organizzazione. Il 15 settembre inviò un memorandum sullo status della Lituania dopo che l'Amministrazione civile tedesca iniziò a operare (noto in lituano col titolo Apie Lietuvos būklę, vokiečių civilinei administracijai pradėjus veikti) in Germania per protestare contro l'occupazione della Lituania ed esprimere nuovamente il desiderio di ridiventare una nazione libera, senza il giogo di potenze straniere. Per tutta risposta, il LAF fu abolito il 26 settembre; le proprietà in suo possesso furono confiscate e il suo leader in quel momento, Leonas Prapuolenis, fu arrestato e spedito al campo di concentramento di Dachau. Altri membri di spicco quali Pilypas Narutis-Žukauskas e Petras Paulaitis si unirono alla resistenza antinazista.

## Controversie

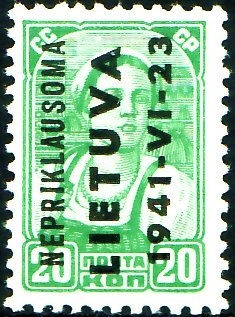
Francobollo sovietico con sovrastampa del LAF con su scritto Lituania indipendente del 23 giugno 1941

Il LAF è stata un'organizzazione controversa a causa delle sue opinioni antisemite e anti-polacche e della collaborazione nel complesso offerta alla Germania nazista. Ad esempio, l'opuscolo del LAF intitolato "A cosa servono gli attivisti?" affermava: "Il Fronte attivista lituano, ripristinando la nuova Lituania, è determinato a compiere un'epurazione degli ebrei immediata e necessaria dalla nazione lituana ...". La retorica filo-nazista del LAF e la propaganda strenuamente antisemita che sfociava nel mito del bolscevismo ebraico furono ampiamente cavalcate in Lituania prima e durante l'insurrezione di giugno: probabilmente per questo la popolazione locale si sentì legittimata a commettere le violenze di massa contro gli ebrei accadute già prima dell'arrivo dei teutonici nel paese, che continuarono durante l'occupazione nazista (1941-1945).
Più del 95% della popolazione ebraica della Lituania fu massacrata durante l'occupazione nazista: si tratta della percentuale più alta mai raggiunta nei Paesi colpiti dall'Olocausto. Gli storici ritengono ciò sia stato possibile per via della notevole collaborazione nel genocidio operata dai paramilitari locali non ebrei, sebbene sia tuttora oggetto di discussione la misura in cui queste organizzazioni cooperarono. Mai tante vittime si erano registrate in un così breve arco temporale nella storia della Lituania.
L'obiettivo della rivolta di giugno organizzata dal LAF era di assumere il controllo della Lituania mentre le forze sovietiche si ritiravano di fronte all'attacco della Germania. Durante la rivolta di giugno, i paramilitari del LAF commisero svariate atrocità (stupri, omicidi, saccheggi). I tedeschi stessi parlavano di questi "alleati" come di "rapinatori organizzati". Inoltre, tra la serie di atti emessi dal governo provvisorio della Lituania istituito dal LAF che discriminava gli ebrei, l'esempio più lampante è stato offerto dal "Žydų padėties nuostatai" (ovvero regolamento sullo status degli ebrei). Secondo alcuni autori, questa disposizione legislativa non è mai stata effettivamente adottata e fu presa in considerazione dal solo governo provvisorio. Al di là dei numerosi casi in cui furono crimini commessi contro gli ebrei, si può citare, come esempio contrario, il tentativo del LAF di impedire, senza successo, il pogrom organizzato da Algirdas Klimaitis a Vilijampolė. In seguito, il governo provvisorio della Lituania indicò ai generali Reklaitis e Pundzevičius del comitato di difesa del LAF di discutere con lui. Indossando una bandiera lituana sul petto, Klimaitis incontrò i due ex generali lituani e provò con spiegazioni fallaci a giustificare le sue azioni. I generali riuscirono a persuaderlo sul fatto che i massacri da lui compiuti più che aiutare la Lituania ad ottenere l'indipendenza, stavano solo aiutando i nazisti a fare il lavoro sporco.

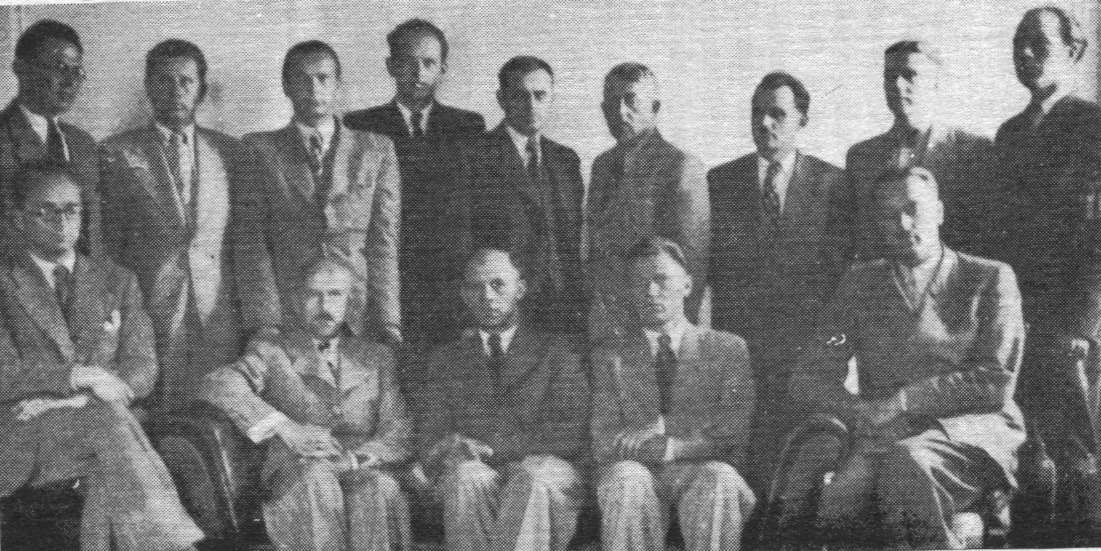
I partecipanti all'ultima sessione del governo provvisorio della Lituania. Si ribellarono alla volontà tedesca di sospendere i poteri del governo lituano

Tra le ipotesi inizialmente immaginate dalle autorità naziste rientrava l'incoraggiamento e il coinvolgimento tacito della popolazione locale negli attacchi agli ebrei. Queste pianificazioni vengono ben descritte nel rapporto X.15 del 1941 del Brigadeführer generale e capo della polizia di sicurezza dei territori orientali occupati delle Schutzstaffel, Franz Walter Stahlecker, al ministro del Reich Heinrich Himmler. Nel documento in cui riepiloga inizialmente i suoi incarichi relativi allo sterminio degli ebrei nei Paesi baltici, Franz Walter Stahlecker suggeriva che le esecuzioni nei territori occupati dalla Wehrmacht avrebbero dovuto avvenire in modo che i nazisti fossero rimasti "puliti" agli occhi della storia e che non avrebbe dovuto trapelare nessuna traccia dell'ispirazione, organizzazione o conduzione dei nazisti. Le azioni avrebbero dovuto apparire come se la popolazione baltica e le istituzioni locali, di propria iniziativa, avessero pianificato l'esecuzione delle comunità ebraiche.
In una situazione siffatta, il LAF e i suoi paramilitari inizialmente si rivelarono utili per i fini perseguiti dai teutonici. Nel frattempo, il governo provvisorio della Lituania fece ben poco per contrastare la violenza e la persecuzione verso gli ebrei perpetrate dai nazisti e dai collaboratori locali. Preferì perseguire il suo obiettivo principale, ossia la protezione dei cittadini di etnia lituana e il ripristino della sovranità della Lituania con il patrocinio della Germania nazista. Il ministro lituano della difesa nazionale Stasys Raštikis (ex comandante delle forze armate nazionali) incontrò personalmente alcuni generali della Germania nazista per discutere della situazione. Parlando con il comandante che si occupava della regione di Kaunas, Oswald Pohl, e al rappresentante del comando militare Karl von Roques, tentò di difendere i diritti degli ebrei; tuttavia essi risposero che la Gestapo stava gestendo queste situazioni e che dunque non avrebbero potuto aiutarlo.
All'inizio dell'occupazione, il Primo Ministro ad interim del governo provvisorio della Lituania Juozas Ambrazevičius (alias Juozas Brazaitis) convocò una riunione a cui presero parte i ministri del gabinetto assieme all'ex presidente Kazys Grinius, al vescovo Vincentas Brizgys e altri.
I ministri espressero angoscia per le atrocità commesse, limitandosi a puntualizzare che "nonostante tutte le misure da prendere contro gli ebrei per il loro coinvolgimento nel comunismo e i danni arrecati all'esercito tedesco, partigiani e lupi solitari dovrebbero evitare le esecuzioni pubbliche di ebrei." Secondo lo storico lituano-americano dell'Olocausto Saulius Sužiedėlis, "il messaggio non equivaleva ad una condanna pubblica, né poteva ritenersi che questo, da solo, avrebbe potuto convincere almeno alcuni dei lituani che si erano offerti volontari o si erano resi complici nelle uccisioni a ripensare al proprio comportamento." I battaglioni paramilitari lituani formati dal LAF e dal governo provvisorio (noti come battaglioni lituani TDA) furono poi arruolati dai nazisti per aiutare a realizzare l'Olocausto.

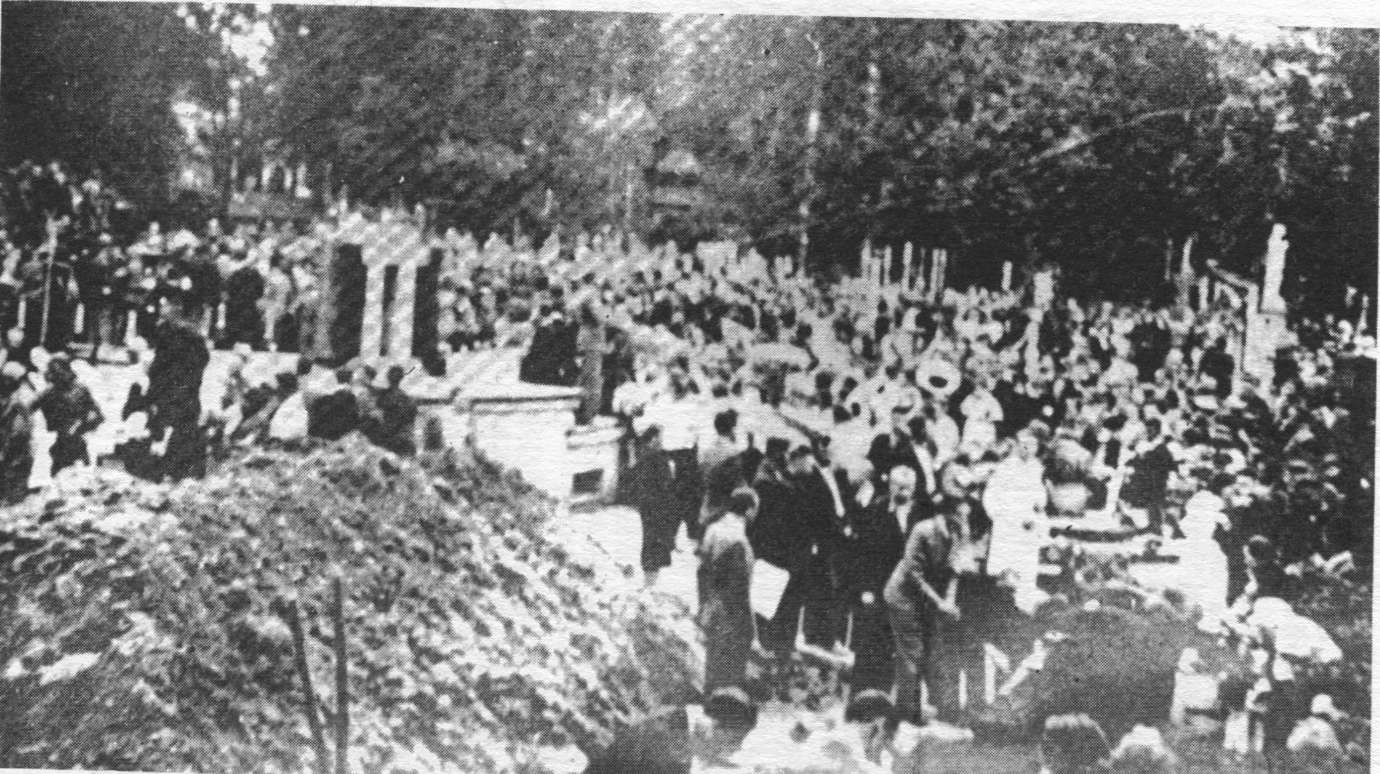
Funerali delle vittime dell'insurrezione di giugno a Kaunas il 26 giugno 1941

Il Reichskommissariat Ostland, amministrazione civile tedesca (Zivilverwaltung) fu istituito il 17 luglio. Anziché ricorrere a minacce, l'Amministrazione Civile preferì rimuovere lentamente poteri del governo (ad esempio, non permise di stampare i suoi decreti sui giornali o di trasmettere annunci radiofonici) e soppiantò le sue istituzioni, costringendo il governo provvisorio a sciogliersi da solo o a diventare un'istituzione fine a se stessa. Dovendo decidere se collaborare per ottenere un riconoscimento e una certa parvenza di autonomia, l'esecutivo scelse di non diventare uno strumento che facilitasse l'occupazione tedesca. Il governo si sciolse su decisione unanime dei suoi rappresentanti il 5 agosto dopo essersi ribellato alle manovre tedesche con cui si intendevano sospendere le funzioni del governo lituano. Subito dopo, i membri dell'ormai ex governo provvisorio si recarono al giardino del Museo Militare di Vitoldo il Grande, dove posarono una corona vicino alla Tomba del Milite Ignoto in presenza di un pubblico numeroso. Sicherheitsdienst confiscò le foto della cerimonia di deposizione della corona poiché pensavano che la pubblicazione di esse avrebbe favorito la proliferazione di movimenti nazionalisti.
I battaglioni lituani TDA furono presto controllati da funzionari nazisti e riorganizzati nei battaglioni lituani di polizia ausiliaria (una versione lituana della Schutzmannschaft). La TDA originaria confluì nel 12º e il 13º battaglione di polizia, due unità che agirono attivamente nelle uccisioni di massa di semiti in Lituania e Bielorussia. In base al rapporto Jäger, i membri della TDA uccisero circa 26.000 ebrei tra luglio e dicembre 1941 (si contano 78.000 se si considerano assieme i dati della Lituania, della Bielorussia e dell'Ucraina).
Juozas Ambrazevičius, dopo l'agosto del 1941, partecipò attivamente ai movimenti clandestini antinazisti, pure perché quattro membri del governo provvisorio furono imprigionati nei lager.
Nel 1973, il Comitato del Congresso degli Stati Uniti concluse inequivocabilmente che non potesse essere ascritta colpa alcuna al Primo Ministro Juozas Ambrazevičius nell'Olocausto in Lituania. Va altresì detto che nell'estate del 1944 Ambrazevičius partì per la Germania e nel 1948 per gli Stati Uniti, dove curò un quotidiano cattolico, il Darbininkas, e continuò il suo lavoro in seno al Comitato supremo per la liberazione della Lituania in esilio. Realizzò numerosi opuscoli che illustravano i crimini tedeschi e sovietici in Lituania e notizie sulla resistenza lituana: è il caso del "Nel nome del Popolo Lituano" (In the Name of the Lithuanian People del 1946) e dell'"Appello alle Nazioni Unite sul genocidio" (Appeal to the United Nations on Genocide 1951). Nel 1964 ha pubblicato il testo Alone, all alone sulla resistenza armata lituana. Il Cremlino si oppose attivamente alle sue attività. Negli anni '70 divenne argomento di interesse per i media sovietici e per i cacciatori americani di collaboratori nazisti, che lo accusarono di aver cooperato con il Terzo Reich. Per difendersi dalle accuse, lavorò ad un ampio dossier in cui parlò delle attività da lui compiute nel corso della seconda guerra mondiale.
Durante la cerimonia di risepoltura dei resti di Juozas Ambrazevičius del 2012 a Kaunas, il consigliere del Primo Ministro lituano Andrius Kubilius tenne a precisare che un'indagine del 1975 sull'immigrazione negli Stati Uniti non riscontrò prove che Brazaitis fosse coinvolto in attività antisemite o filo-naziste. Tuttavia, secondo un successivo chiarimento emesso nel 2019 dalla commissione per gli affari esteri del Congresso degli Stati Uniti, l'indagine non può definirsi esaustiva e non ha comportato una "riabilitazione" di Ambrazevičius. Le indagini sulle sue attività nel periodo del conflitto furono interrotte dopo la morte di Ambrazevičius nel 1974.

## Citazioni ed estratti

### Opuscoli
(Opuscolo LAF rivolto agli ebrei lituani, primavera 1941)
(Opuscolo LAF "Linee guida per la liberazione della Lituania", marzo 1941)

### Da lavori accademici
(Henry A. Zeiger, citando il rapporto del generale Franz Walter Stahlecker 1941. X.15 al ministro del Reich Heinrich Himmler)
(Filip Friedman, riprendendo altre parole dello stesso SS Brigadeführer Franz Stahlecker, comandante dell'Eisatzgruppe A, che operava nei rapporti sui paesi baltici)
(Philip Friedman, descrivendo la cooperazione lituana con i nazisti)

### Personalità lituane
(Il ministro lituano della difesa nazionale del governo provvisorio Stasys Raštikis in merito alla sua conversazione con la delegazione ebraica, formata dall'ex rabbino capo delle forze armate lituane Samuelis Sniegas e dal luogotenente della riserva Goldberg (precedentemente imprigionato dai sovietici a causa dei suoi rapporti con l'esercito lituano), durante la loro visita a casa sua in cui si chiedeva di agevolare la loro condizione nel ghetto)
"Voi [lituani] non vi siete ancora abituati, ma dovrete farlo", ha obiettato uno dei presenti interrompendo la mia narrazione.

"No, signor Generale, non ci abitueremo", risposi.

"Ma non si tratta di qualcosa che viene eseguito dall'esercito tedesco, bensì dalla Gestapo".

"Sì, signor Generale, ma io e il nostro governo pensiamo che ora, durante la guerra, e specialmente in Lituania, che ora è a poca distanza dal campo di battaglia, l'autorità militare non ha solo un potere maggiore: ha anche una più notevole autorità [...] Ecco perché sono giunto da voi: per esprimere la nostra enorme insoddisfazione e preoccupazione per la faccenda, oltre a chiedere che la campagna contro gli ebrei a Kaunas e nella provincia venga fermata adesso".

Ho visto che il generale non ha apprezzato il mio discorso, ma si è ricomposto subito e ha iniziato ad addurre come scusa che la vicenda era di competenza della Gestapo... Il generale von Pohl ha condiviso il mio pensiero che la manovra della Gestapo stava irretendo i residenti lituani locali. La conversazione andò avanti per un po', fino a quando uno dei generali ha dichiarato che avrebbe informato i suoi superiori circa gli umori lituani e le mie parole... Al momento del saluto, il gen. von Roques mi versò inaspettatamente dell'acqua fredda in testa. Salutandomi e dandomi la mano, dichiarò:

"Signor Generale, non preoccuparti. Non crucciarti, tutto questo finirà presto."

Ciò però non significava che i tedeschi avrebbero desistito dal continuare il massacro. Voleva invece dire che tutto sarebbe terminato in breve tempo perché non ci sarebbe voluto molto per compiere lo sterminio e porre fine al problema...
Non sono stato in grado di portare al Primo Ministro buone notizie: credo che la motivazione vada ricercata nella frase sfuggita al generale von Roques sulla Gestapo di cui ho appena parlato. Non ha fatto pensare a nulla di buono, è facile intuirlo...
Dopo alcuni giorni, durante una nuova visita del rabbino Samuelis Sniegas, sono stato solo in grado di dirgli che ho provato ad ottenere qualcosa su quella questione parlandone al comando militare tedesco, tuttavia in virtù di quanto accaduto, non si possono trarre conclusioni ottimistiche.»
(Stasys Raštikis, Ministro lituano della difesa nazionale del governo provvisorio in merito alla sua visita ai generali nazisti per la condizione del popolo ebraico.)